# Thaumaglossa chujoi
Thaumaglossa chujoi là một loài bọ cánh cứng trong họ Dermestidae. Loài này được Ohbayashi miêu tả khoa học năm 1982.